# دنیس آماتو
دنیس آماتو (انگلیسی: Dennis Amato؛ زادهٔ ۲۶ ژوئن ۱۹۸۰) بازیکن فوتبال است.
از باشگاه‌هایی که در آن بازی کرده‌است می‌توان به باشگاه فوتبال ماینتس ۰۵ اشاره کرد.